# Amaenbo
Singles de Ai Ōtsuka
Sakuranbo
(2003) Happy Days
(2004)
Amaenbo (甘えんぼ) est le 3e single de Ai Ōtsuka sorti sous le label Avex Trax le 3 mars 2004 au Japon. Il atteint la 6e place du classement de l'Oricon. Il se vend à 32 591 exemplaires la première semaine, et reste classé pendant 21 semaines, pour un total de 105 609 exemplaires vendus.
Amaenbo a été utilisé comme campagne publicitaire pour Stona Rhini S. Amaenbo se trouve sur 2 compilations, Ai am BEST et Love Is Best,  et sur l'album Love Punch.

## Liste des titres
| 1. | Amaenbo (甘えんぼ)                                                | 4:16 |
| 2. | Ame Iro Parasol (雨色パラソル)                                    | 4:14 |
| 3. | Sakuranbo (Sutajio Raibu ver.) (さくらんぼ (スタジオライブ ver.)) | 2:50 |
| 4. | Amaenbo (instrumental) (甘えんぼ)                                 | 4:15 |
| 5. | Ame Iro Parasol (instrumental) (雨色パラソル)                     | 4:12 |

| 1. | Amaenbo (甘えんぼ) |  |

### Interprétations à la télévision
- Pop Jam (8 mars 2004)
- ax (10 mars 2004)
- Music Station (12 mars 2004)
- CDTV (15 mars 2004)
- Hey! Hey! Hey! SP (15 mars 2004)
- MelodiX! (27 mars 2004)
- Hey! Hey! Hey! Music Champ (5 avril 2004)
- AX Music TV (5 juin 2004)
- Bokura no Ongaku (21 novembre 2004)